# Afrikanische Gottesanbeterin
Die Afrikanische Gottesanbeterin (Sphodromantis gastrica) ist eine Fangschrecke aus der Familie der Mantidae. Sie wird auch als Grüne Gottesanbeterin bezeichnet, wobei dieser Trivialname ebenso für die nah verwandte Afrikanische Riesengottesanbeterin (Sphodromantis viridis) verwendet wird.

## Merkmale

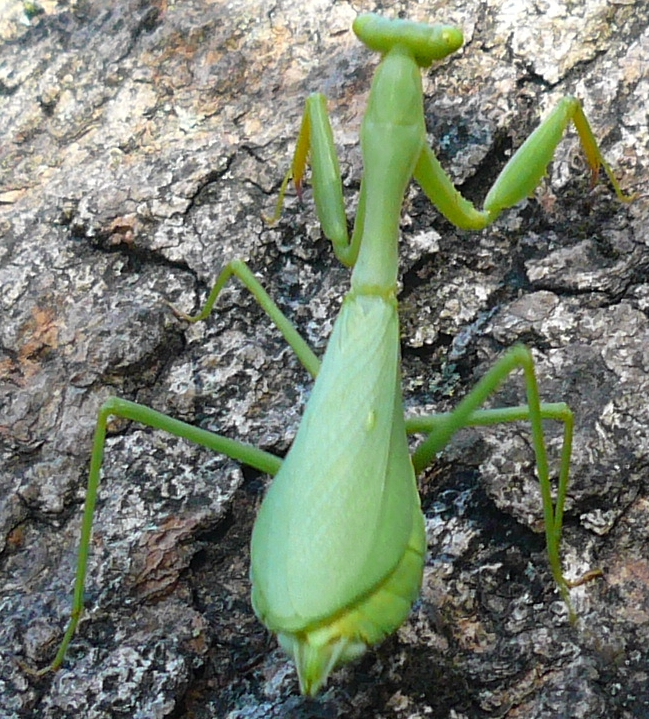
Rückansicht eines Weibchens

Die kräftigeren Weibchen der Afrikanischen Gottesanbeterin erreichen eine Länge von ca. 80 Millimetern, die schmaleren Männchen eine von etwa 60. Ein weiteres Unterscheidungsmerkmal beider Geschlechter ist neben dem Körperbau die Anzahl der Segmente des Abdomens. Beim Männchen beträgt deren Anzahl acht, beim Weibchen sechs. Diese Eigenschaft teilt die Afrikanische Gottesanbeterin mit allen anderen Fangschrecken. Die Grundfärbung der Afrikanischen Gottesanbeterin kann gelb, grün oder braun sein. Der Körperbau entspricht dem anderer Arten der Familie Mantidae und ist dementsprechend im Vergleich zu dem anderer Fangschrecken recht robust. Die Innenseite der Fangarme und Teile der Unterseite der Flügel sind gelb und dienen der Abwehrhaltung.

### Ähnliche Arten
Die Afrikanische Gottesanbeterin ähnelt anderen Vertretern der Familie, besonders nah verwandten Arten der gleichen Gattung, etwa der Ghana-Gottesanbeterin (Sphodromantis lineola), der Afrikanischen Riesengottesanbeterin (Sphodromantis viridis) oder Sphodromantis bacetti. Ebenso ähnelt sie Arten der Gattung Hierodula, wie der Indischen Riesengottesanbeterin (Hierodula membranacea).

## Vorkommen
Die Afrikanische Gottesanbeterin ist nahezu in allen Ländern des südlichen und des östlichen Afrikas vertreten. Ihr Habitat bilden das Blattwerk und das Geäst von Büschen und Bäumen sowie Sträuchern und Gräsern in Trockengebieten.

## Lebensweise

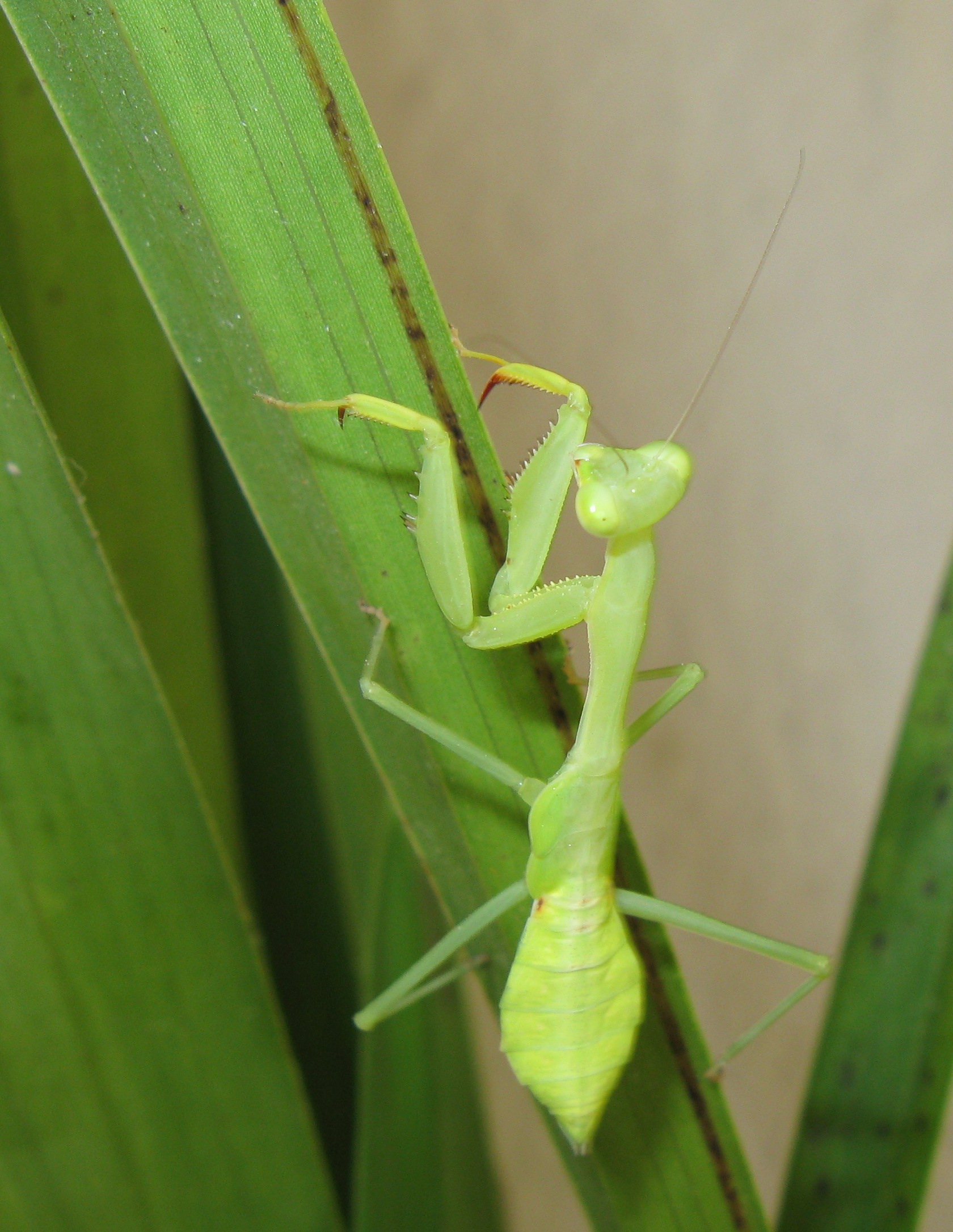
Junges Weibchen der Afrikanischen Gottesanbeterin im achten Larvenstadium

Die Afrikanische Gottesanbeterin ist wie viele Fangschrecken in ihrem Habitat gut getarnt und verhält sich dort zugunsten dessen meist regungslos. Die Tiere können sich wie andere Mantiden auch mithilfe einer Drohgebärde oder notfalls den Fangarmen oder Bissen verteidigen. Ferner können die Männchen auch dazu im Gegensatz zu den überwiegend flugunfähigen Weibchen ihre Flugfähigkeit nutzen. Die Afrikanische Gottesanbeterin ist ein Lauerjäger, der wie andere Fangschrecken andere Beutetiere in Millisekundenschnelle mit den Fangarmen ergreift und anschließend verzehrt.

### Fortpflanzung

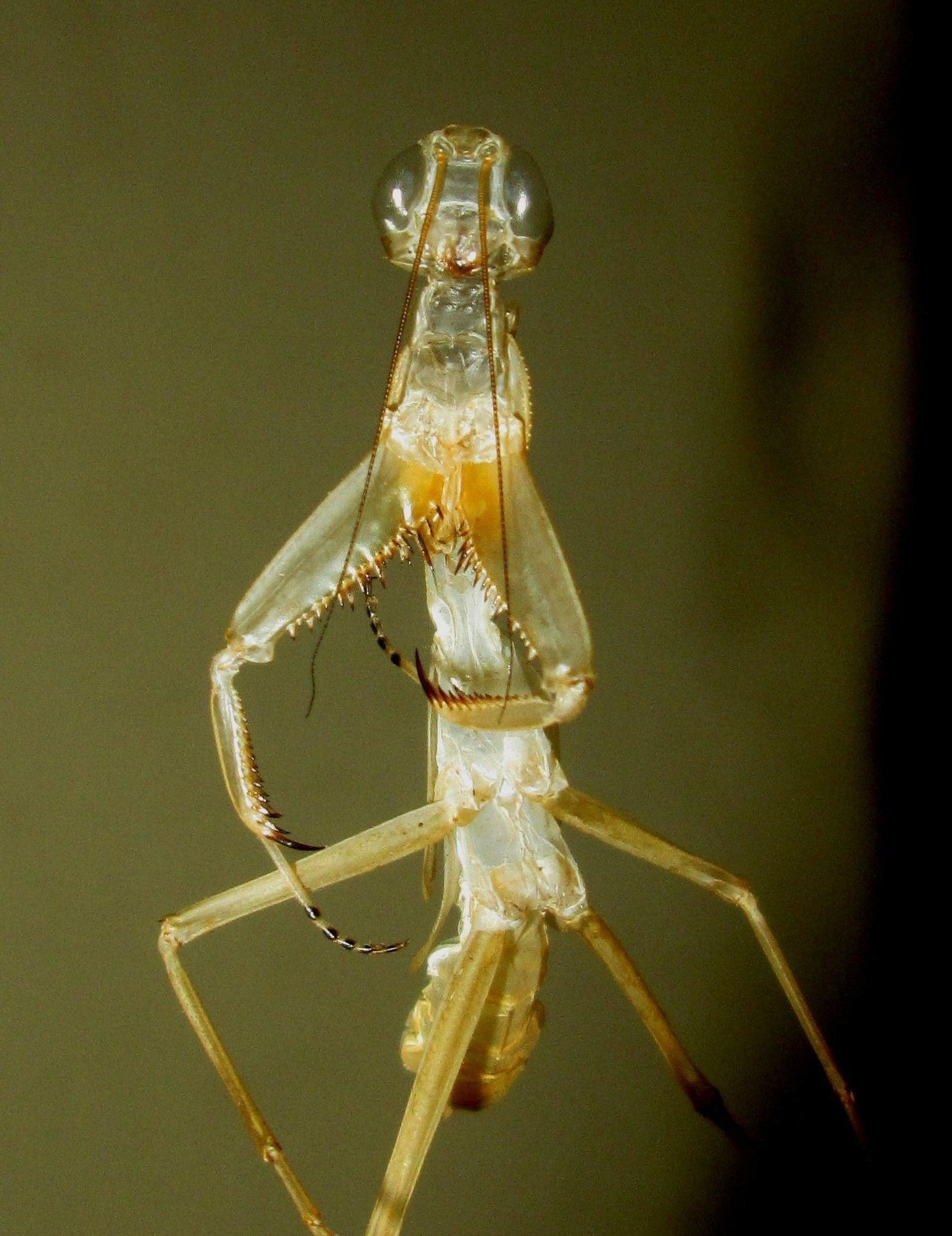
Exuvie

Wie die anderen Arten der Gattungen, jedoch anders als bei vielen anderen Fangschrecken, benötigen beide Geschlechter die gleiche Anzahl an Häutungen (zehn) bis zum Adultstadium. Dennoch unterscheidet sich auch hier die Dauer bis zum Erlangen der Geschlechtsreife. Das Männchen ist bereits nach zwei Wochen, das Weibchen erst nach drei Wochen geschlechtsreif. Ein paarungswilliges Weibchen lockt ein Männchen hithilfe von Pheromonen an. Die Dauer der Paarung beträgt sechs bis 18 Stunden. Das bei Fangschrecken besonders während der Paarung auftretende kannibalistische Verhalten ist auch bei der Afrikanischen Gottesanbeterin präsent. Etwa vier Wochen nach der Paarung legt das Weibchen die erste Oothek ab, anschließend folgen vier bis sechs weitere in einem Intervall von zwei bis vier Wochen. Die Ootheken sind von halbrunder Form und von dunkel- bis brauner Grundfärbung. Ihr Durchmesser beträgt etwa 40 Millimeter und sie enthalten bis zu 250 Eier. Die Jungtiere schlüpfen anschließend vier bis sechs Wochen nach Ablage und sind anfangs etwa sechs Millimeter groß. Wie bei anderen Fangschrecken können die Nymphen ihre Färbung während der Häutung an ihr jeweiliges Habitat anpassen und somit ändern. Die Lebenserwartung kann beim Männchen bis zu einem, beim Weibchen bis zu anderthalb Jahren betragen.

## Haltung im Terrarium
Die Afrikanische Gottesanbeterin ist bedingt durch ihre Pflegeleichtigkeit, die sie mit den anderen Arten der Gattung teilt, ein beliebtes Terrariumtier.

## Systematik
Die Afrikanische Gottesanbeterin wurde 1858 von Carl Stål zuerst als Mantis gastrica beschrieben. Anschließend wurde sie 1969 von Henri de Saussure als Hierodula bicarinata und 1907 von Ermanno Giglio-Tos als Sphodromantis guttata klassifiziert, ehe sie später ihren heutigen Namen erhielt.

## Galerie

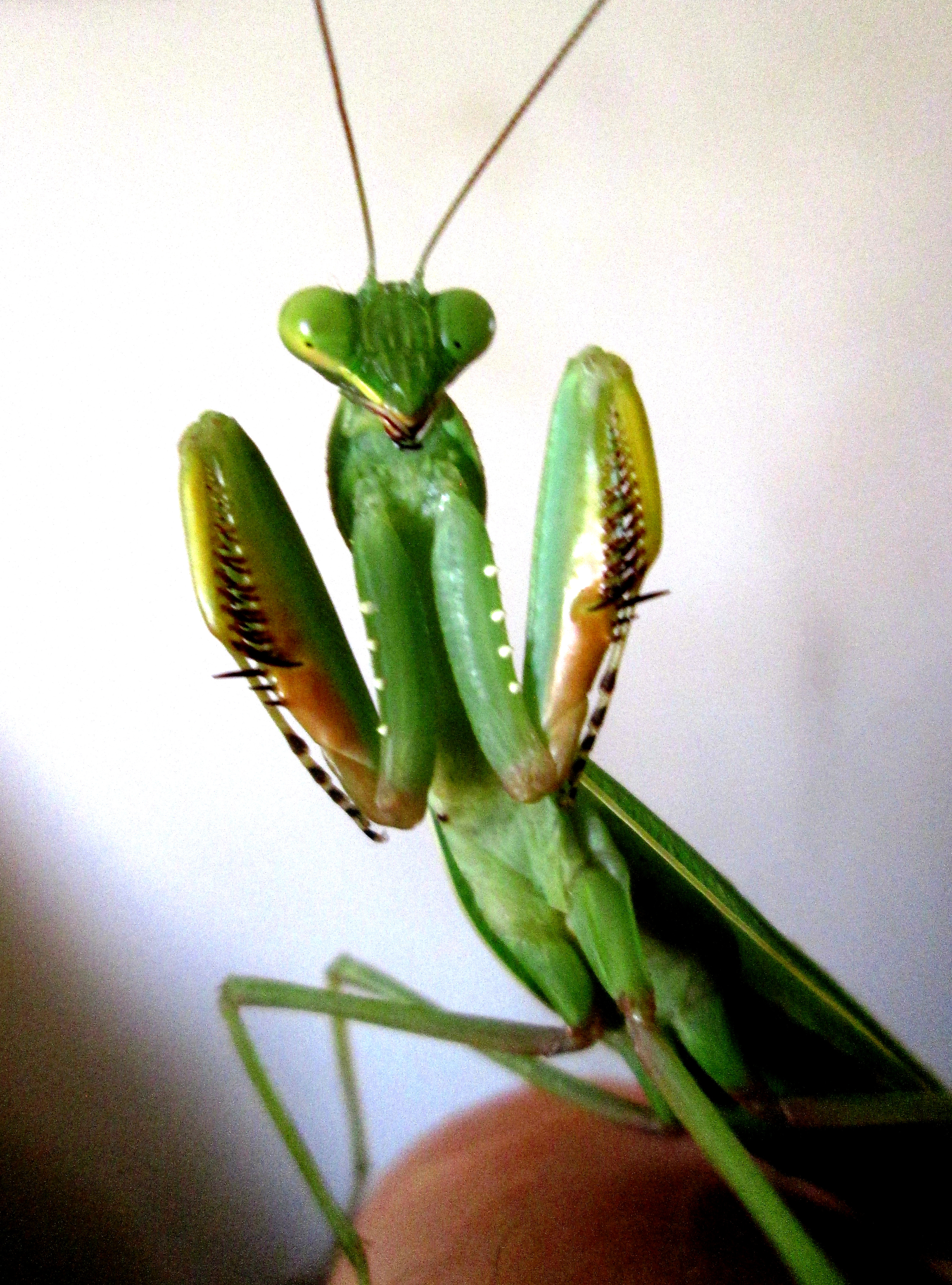
Drohgebärde eines Männchens
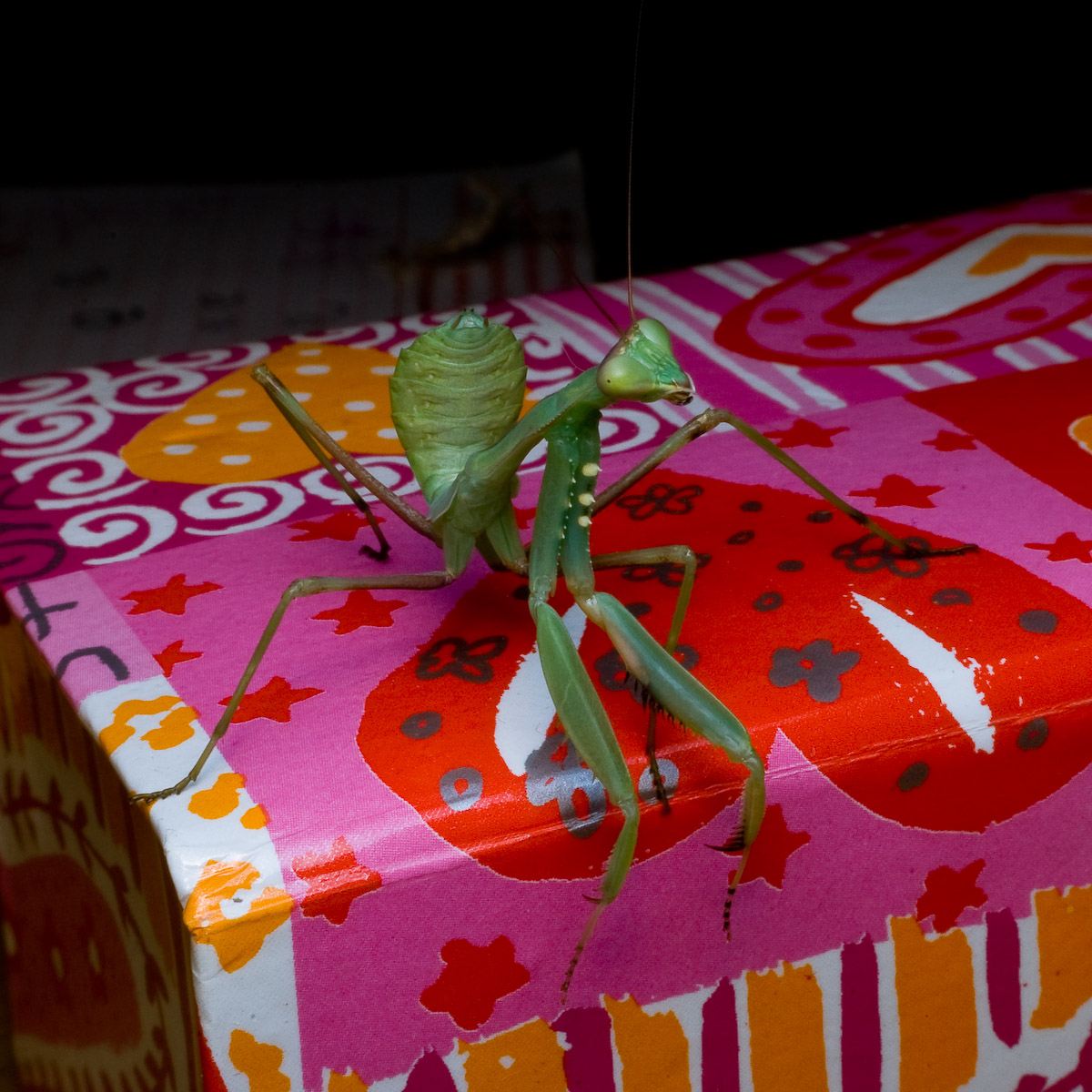
Frontalansicht eines jungen Weibchens im vierten Stadium
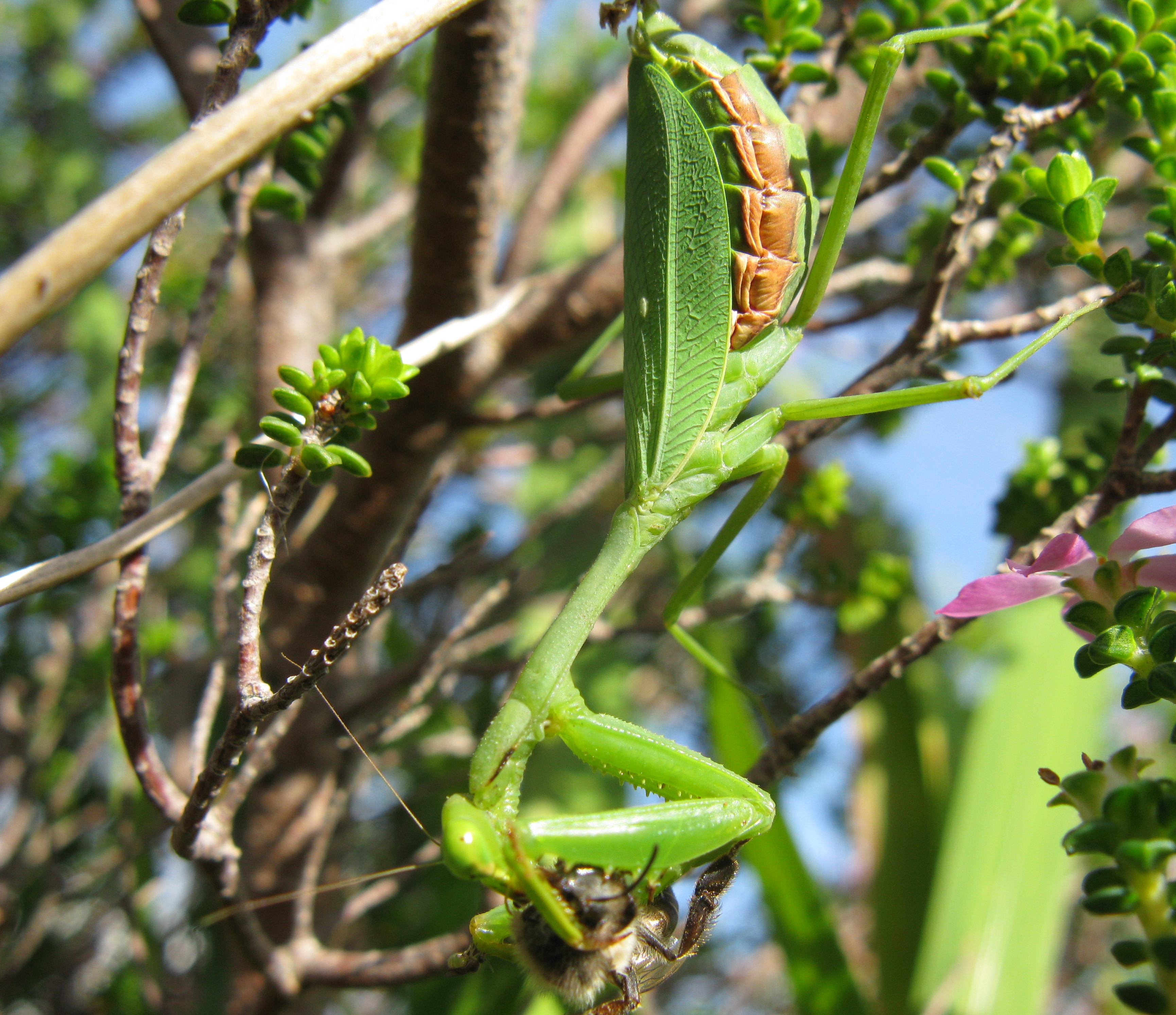
Eine weibliche Fangschrecke (vermutlich Sph. gastrica) mit einer erbeuteten Biene